# Pirata enmascarado

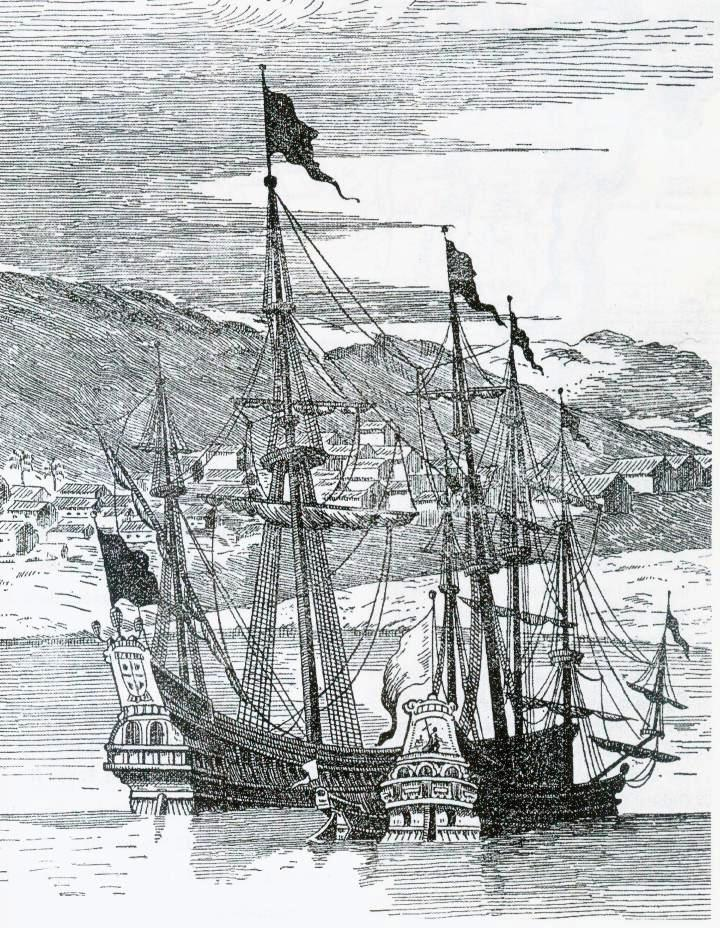
Historia de piratas Guayaquil

El pirata enmascarado fue un pirata de origen desconocido al que se vio actuar durante la invasión pirata a la ciudad de Guayaquil, perpetrada durante el año 1687. Se hallaba dentro del grupo de piratería compuesto por ingleses y franceses. En ella aparecieron uno o dos piratas que no dejaron ver su rostro porque se enmascararon con una capucha negra.
En opinión de varios historiadores, seguramente se trataba de dos personas de bajo estrato social que pertenecían a la misma ciudad de Guayaquil asaltada, pero que se aliaron a los piratas para tener parte en el botín. Así, para evitar ser reconocidos, se enmascararon.
A raíz de esta historia se han escrito varios libros, que intentan recoger con mayor o menor fidelidad tanto la invasión pirata a la ciudad de Guayaquil del año 1687, como la posible vida de ese personaje. Entre ellos se encuentran las famosas Leyendas, tradiciones y páginas de historia de Guayaquil de José Gabriel Pino Roca y el libro de El pirata enmascarado de Juan Carlos Riofrío Martínez-Villalba.

## LibroEl pirata enmascarado

### La historia que recoge
La obra El pirata enmascarado del autor Juan Carlos Riofrío Martínez-Villalba es una novela histórica costumbrista de la América del siglo XVII. Narra la mayor catástrofe sufrida por la noble ciudad de Santiago de Guayaquil en el año 1687, cuando un grupo de piratas holandeses, franceses e ingleses asaltaron este puerto de la costa pacífica. Luego escaparon al norte perseguidos por la escuadra antipirata que se formó en el Callao. La ciudad quedó desierta durante algunos años.
Tras la invasión la ciudad de Santiago de Guayaquil quedó en completa ruina. Setenta y cuatro conciudadanos murieron en la acometida pirata. A muchos ni los enterraron y, echados sus cuerpos a la ría, por varios días quedaron flotando al son del flujo y del reflujo desatando infecciones y epidemias.
Muchas familias pasaron repentinamente de la opulencia a la más humillante miseria. La población huyó despavorida a los campos y Guayaquil quedó desolado por varios años. En 1688 se ordenó su demolición.

### Características del texto
La novela histórica está publicada por la editorial El Conejo y por la Universidad de los Hemisferios en el año 2007. A más de la novela histórica, tiene dos anexos históricos y varias páginas gráficas con mapas, naves, banderas, retratos y fortines de la época y del lugar.
Está escrita en primera persona, en el español de la América de finales del siglo XVII, que, como se sabe, no llega a ser tan antiguo como el de Cervantes o el del Mio Cid. El texto conserva las construcciones, giros y expresiones propias de la colonia, que se aclaran en nota al pie cuando su comprensión presenta alguna dificultad para el lector medio.
Para entonces ya comenzaba a diferenciarse el trato que se daba a las personas en la península ibérica, del que se daba en América. Se usaban varias formas: vuestra merced, voacé, ucé, vos, vusted y el usted, que más tarde se terminará imponiendo en buena parte del nuevo continente. Todo esto queda reflejado en el modo de hablar de los personajes de la novela.
La novela tiene dos líneas argumentales paralelas, cada una escrita por dos personas distintas (un pirata guayaquileño y un armador de barcos), con dos estilos literarios diferentes. Hasta la puntuación es distinta. El tercer acto termina como el de la célebre obra shakesperiana, El Mercader de Venecia, en donde una de las dos historias que configuran el drama, termina anegando a la otra.
Como suele hacerse con las obras clásicas, la ortografía con la que se ha editado la novela es la ortografía actual. Únicamente los títulos (incluidas las fechas del diario) mantienen la ortografía de la época. Consiguientemente, no se crea que faltan tildes o que por descuido se han cometido gravísimos errores, como escribir «maio» en vez de «mayo», o «caƒarƒe» en vez de «casarse».
Reseñas a la obra han sido hechas por Milena Alejandra Ramírez Barreto y por Andrea Castellanos Rodríguez